# 顾宗棠
顾宗棠（1930年—），曾用名顾锦棠，浙江镇海人，生于上海，中华人民共和国政治人物，中国民主建国会中央委员会原常务委员，第八、九届全国政协委员。